# Cohicaleyrodes jesudasani
Cohicaleyrodes jesudasani là một loài côn trùng cánh nửa trong họ Aleyrodidae, phân họ Aleyrodinae.
Cohicaleyrodes jesudasani được David miêu tả khoa học đầu tiên năm 2005.